# Michel Parès
Michel Parès, Michel André Jean (Ribesaltes, 2 d'agost del 1887 - París, 3 de novembre del 1966) va ser un polític d'origen rossellonès i diputat francès.

## Biografia
Emigrà a l'Algèria francesa, a Orà, on exercí d'advocat (el 1930 se'l considerava un "prominent advocat i polític"). Combaté a la primera guerra mundial i el 1918 fou citat a l'ordre del dia de la 161a divisió d'infanteria (dues vegades) i al del 163è regiment d'infanteria (una). El 1931 era conseller municipal (regidor) d'Orà, quan la mort del parlamentari de la circumscripció, Jules Molle, propicià unes eleccions parcials el 22 de març. Parès les guanyà per 10.393 vots de 19.024 votants, sembla que recorrent a l'antisemitisme, causa que havia defensat públicament. Estigué vinculat a les Jeunesses Patriotes i a la Cambra segué als bancs de la Federació republicana. Va ser reelegit el 8 de maig del 1932 i romangué a l'escó fins a la fi d'aquesta segona legislatura, el 31 de maig del 1936. En els cinc anys transcorreguts al parlament va ser membre de les comissions d'Algèria i de les colònies, de la marina militar, de les begudes, de les comissions de legislació civil i criminal i de les obres públiques. Participà especialment en els debats concernents a Algèria i en defensa dels viticultors, un dels sectors econòmics importants de la colònia. No es tornà a presentar a la reelecció.
El 1928 era tinent de l'exèrcit francès amb destinació al Centre de mobilització de Tiradors núm. 2, i el 1951 tenia el rang honorífic de capità d'infanteria. El 1952, i encara en morir el 1966, era advocat al tribunal d'apel·lació de París. Fou distingit amb el grau d'oficial de la legió d'Honor i la Creu de Guerra 1914-1918.